# 服部信明
服部 信明（はっとり のぶあき、1961年〈昭和36年〉6月5日 - 2018年〈平成30年〉10月4日）は、日本の政治家。位階は従四位。
神奈川県茅ヶ崎市長（4期）、神奈川県議会議員（2期）、茅ヶ崎市議会議員（2期）などを務めた。

## 概要
神奈川県茅ヶ崎市生まれ。茅ヶ崎市立松林中学校、神奈川県立鶴嶺高等学校卒業後、東海大学理学部化学科に入学。在学中は教員志望だった。1984年3月に大学を中退し、自宅で学習塾を開いた。
1987年（昭和62年）4月、茅ヶ崎市議会議員選挙に25歳で立候補し、初当選を果たした。茅ヶ崎市議を2期務めた後、1995年（平成7年）4月、神奈川県議会議員に当選。1996年、旧民主党結党に参加した。
2003年4月27日執行の茅ヶ崎市長選挙に無所属で立候補し、初当選。
2014年10月24日、ホノルル市のミッション・メモリアルで、同市との姉妹都市提携の協定書に調印した。翌10月25日早朝、服部は、木村竹彦副市長、市職員4人とともに滞在先のホテル近くの海岸へ行き、午前7時ごろからサーフィンを始めた。木村副市長はサーフィン中に溺死。10月29日、服部は「プライベートの時間帯で起きた事故と認識している」と述べたが、11月になると、事前に総領事館からの提案で組み込まれた行程だったとして、公務だったことを改めて説明した。
2015年4月の市長選で4期目の当選を果たす。
木村の遺族は地方公務員災害補償基金へ公務災害の認定と補償を請求し、2016年2月に公務災害が認定された。これを受けて、服部は同年9月市議会定例会に、遺族へ公務災害見舞金3千万円を支給する補償経費議案（補正予算案）を提出 。9月30日に同案は可決された。
2018年10月3日18時に茅ヶ崎市内の集会に出席。講話後の質疑応答中に呂律が回らなくなりその場で座り込んだことから茅ヶ崎市立病院に緊急搬送されたが、翌10月4日8時48分、脳出血のため死去。57歳没。叙従四位、旭日中綬章追贈。

## 関連書籍
- 市長の夢 19人の青年市長[12]日本ドリームプロジェクト（編）『市長の夢―19人の青年市長×きむ』いろは出版、2010年9月。ISBN 978-4902097344。